# John Eager Howard
Pour les articles homonymes, voir Howard.
John Eager Howard, né le 4 juin 1752 dans le comté de Baltimore et mort le 12 octobre 1827, est un soldat et homme politique américain. Il a été membre du Sénat du Maryland (1791-1795), il est le 5e gouverneur de l'État du Maryland (1788-1791) avant d'être élu au Sénat des États-Unis (1796-1803).

## Hommages
Le comté de Howard, ainsi que les rues Eager Street et Howard Street à Baltimore sont nommés d'après lui.